# محمد مصطفى (لاعب كرة قدم أردني)
محمد علي مصطفى (مواليد 29 أكتوبر 1989) لاعب كرة قدم أردني يجيد اللعب في مركز الدفاع، يلعب مع منتخب الأردن لكرة القدم والوحدات.
في موسم عام 2020-2021 لعب في فريق السلط.